# 愛沙尼亞保守人民黨
愛沙尼亞保守人民黨（EKRE）是愛沙尼亞的一個保守主義政黨。自2013年以來，其主席是前愛沙尼亞駐俄羅斯大使马尔特·赫尔默。該黨的青年組織藍色覺醒在愛沙尼亞組織頻繁的民族主義火炬之光遊行。
在意識形態上，該黨是愛沙尼亞民族主義的繼承者。一些政治評論員認為該黨是極右翼政黨，但是該黨否認這一點並建議以其他角度來看待左派和右派。該黨成立於2012年3月，當時由愛沙尼亞人民聯盟和政治團體愛沙尼亞愛國運動合併而組成的。
在2015年的議會選舉中，與此同時，它有大約7600名成員。在2015年議會選舉後的一段時期內，該黨的人氣大幅上升，在2019年的愛沙尼亞議會選舉中，該黨獲得了17.8％的選票，並將席位增加到19席。
該黨認為愛沙尼亞族裔的生存是其主要目標，其許多政策旨在為年輕的愛沙尼亞家庭提供支持，減少愛沙尼亞人的移民和防止來自歐盟以外的移民。它也是歐洲懷疑論者，並希望實施瑞士的直接民主。

## 历史
該黨成立於2012年3月，當時由愛沙尼亞人民聯盟和政治團體愛沙尼亞愛國運動合併組成。2010年，人民聯盟尋求合併的機會。該黨與社會民主黨達成協議。並召開了一次特別大會來批准合併協議，但在特別黨大會中412名代表中只有172名贊成。在合併失敗後，許多成員離開了該黨並加入了社會民主黨。在2011年的議會選舉中，人民聯盟沒有超過5％的門檻。
赫尔默和部分的民族主義者在該次選舉中作為獨立候選人競選，但他們都沒有超過獨立候選人進入議會所需的門檻。人民聯盟領導人會見了赫尔默。為了挽救該黨，赫尔默建議他改變黨名並改變該黨的計畫。通過與民族主義團體愛沙尼亞愛國運動的聯繫，赫尔默建議雙方達成協議。該團體承諾，它將有助於改變該黨並選舉新的領導。
2012年3月，愛沙尼亞愛國運動和愛沙尼亞人民聯盟合併，後者改名為愛沙尼亞保守人民黨。在該黨成立後，保守人民黨發布了首次的政治宣言：“議會中没有任何政黨代表愛沙尼亞人民，我们的國家利益或傳統價值觀。政府採取了自由主义和社会主义思想，我们的同胞們只是統計单位或納稅人，充其量只是消费者。 保守人民黨成為了在安德魯斯·安西普和埃德加·薩維薩爾之中被迫选择的选民們的新選擇。"
在2013年10月的地方選舉，該黨在幾個較小的市镇獲得了代表，例如圖杜林納和黑德梅斯泰。該黨的成員也當選了紹埃的鎮長一職。
在2015年議會選舉前夕，保守人民黨成功吸引了主流政黨的支持者，其中主要來自祖國與共和國聯盟的支持者和部分的改革黨及自由黨成員，最後該黨獲得了8.1％的選票，並得到了7個席次。不久之後，改革黨將保守人民黨排除在組閣談判之外，原因是保守人民黨的其中一位當選議員在2012年1月撰寫的文章。這之中讚揚了納粹黨的經濟政策。並寫道：“遺憾的是，沒有完美的政府形式（甚至沒有民主），但我認為法西斯主義是一種意識形態，包含了維護民族國家所必需的許多積極細微差別。”
截至2018年，保守人民黨是愛沙尼亞唯一一個黨員數量不斷增加的政黨。每年都會增加數百名黨員。
在2019年3月，马尔特·赫尔默向媒體表示，他希望有一天他的政黨能成為愛沙尼亞的唯一執政黨。

## 意识形态和政治立场
保守人民黨將自己描述為“一個有原則，勇敢愛國的愛沙尼亞政黨，肩負著保護愛沙尼亞國家價值觀和利益的不可動搖的使命”。
保守人民黨計劃指出，它建立在愛沙尼亞共和國及其憲法的基礎之上，它將為民族國家，社會凝聚力和民主原則而鬥爭的人連結起來。
保守人民黨表示，該黨的活動基於三個基本價值觀：
- 基於對語言，文化，教育，家庭，傳統和國民經濟的支持，愛沙尼亞價值觀的持久性
- 平等機會的參與社會，公開，誠實和民主的治理使所有公民都能夠實現並參與政治
- 通過實施關懷和知識型政策以及發展生態可持續的生活環境，在公平和強大的國家保障社會和區域均衡的發展和福祉[30]

保守人民黨的計劃還提到，公民必須積極防範外部和內部敵人，以確保愛沙尼亞國家的安全，獨立的生存及其作為民族國家的地位。它還指出了為愛沙尼亞語言和文化的生存創造其所需的環境。該黨呼籲實施直接民主， 平衡預算，並嚴格控制移民。

## 国际关系
保守人民黨與拉脫維亞和立陶宛類似的右翼民族主義政黨有密切聯繫。2013年8月23日，保守人民黨與拉脫維亞的民族聯盟和立陶宛民族主義聯盟簽署了包斯卡宣言。該宣言呼籲波羅的海國家進入新的國家覺醒，並警告全球主義，多元文化主義和俄羅斯帝國野心所構成的威脅。

## 选举结果

### 议会选举
| 時間 | 得票數 | 得票率         | 獲得席次 | +/–  | 是否執政 |
| ---- | ------ | -------------- | -------- | ---- | -------- |
| 2015 | 46,772 | 8.1%（第6名）  | 7 / 101  | ▲ 7  | 反對黨   |
| 2019 | 99,672 | 17.8%（第3名） | 19 / 101 | ▲ 12 | 联合政府 |

### 欧洲议会选举
| 時間 | 得票   | 得票 | 得票  | 席次  | 席次 | 排名 |
| 時間 | 得票數 | %    | ±     | #     | ±    | 排名 |
| ---- | ------ | ---- | ----- | ----- | ---- | ---- |
| 2014 | 13,247 | 4.0  | –     | 0 / 6 | 0    | 6th  |
| 2019 | 42,268 | 12.7 | ▲ 8.7 | 1 / 7 | ▲ 1  | 4th  |